# Women's Super League 2024-2025 (Inghilterra)
La Women's Super League 2024-2025, nota anche come Barclays Women's Super League 2024-2025 per ragioni di sponsorizzazione, è stata la quindicesima edizione, compresa quella indicata come spring series, della massima divisione del campionato inglese femminile di calcio e la settima dopo il rebranding del torneo e della struttura di vertice dei campionati nazionali.
Il campionato è iniziato il 20 settembre 2024 e si è concluso il 10 maggio 2025, ed è stato vinto dal Chelsea per la sesta volta consecutiva, l'ottava complessiva. Il Chelsea è stata anche la prima squadra nella storia della Women's Super League a concludere il campionato senza sconfitte.

## Stagione

### Novità
Dalla Women's Super League 2023-24 è stato retrocesso in Championship il Bristol City, dopo una sola stagione in massima serie, mentre dalla Championship 2023-24 è stato promosso il Crystal Palace, per la prima volta nella sua storia in WSL.

### Formula
Le 12 squadre si affrontano in un girone all'italiana con partite di andata e di ritorno, per un totale di 22 giornate. La squadra prima classificata viene decretata campione d'Inghilterra. Le prime tre classificate sono ammesse all'UEFA Women's Champions League 2025-2026 mentre l'ultima è retrocessa in Women's Championship.

## Squadre partecipanti
| Club              | Stagione | Città      | Stadio                             | Stagione precedente               |
| ----------------- | -------- | ---------- | ---------------------------------- | --------------------------------- |
| Arsenal           | dettagli | Londra     | Meadow Park (Borehamwood)          | 3º posto in Women's Super League  |
| Aston Villa       | dettagli | Birmingham | Bescot Stadium (Walsall)           | 7º posto in Women's Super League  |
| Brighton & Hove   | dettagli | Brighton   | Broadfield Stadium (Crawley)       | 9º posto in Women's Super League  |
| Chelsea           | dettagli | Londra     | Kingsmeadow (Kingston upon Thames) | 1º posto in Women's Super League  |
| Crystal Palace    | dettagli | Londra     | Gander Green Lane                  | 1º posto in Women's Championship  |
| Everton           | dettagli | Liverpool  | Walton Hall Park                   | 8º posto in Women's Super League  |
| Leicester City    | dettagli | Leicester  | Leicester City Stadium             | 10º posto in Women's Super League |
| Liverpool         | dettagli | Liverpool  | Prenton Park (Birkenhead)          | 4º posto in Women's Super League  |
| Manchester City   | dettagli | Manchester | Manchester City Academy Stadium    | 2º posto in Women's Super League  |
| Manchester United | dettagli | Manchester | Leigh Sports Village (Leigh)       | 5º posto in Women's Super League  |
| Tottenham         | dettagli | Londra     | Brisbane Road                      | 6º posto in Women's Super League  |
| West Ham          | dettagli | Londra     | Victoria Road (Dagenham)           | 11º posto in Women's Super League |

## Classifica finale
|  | Pos. | Squadra           | Pt | G  | V  | N | P  | GF | GS | DR  |
|  | ---- | ----------------- | -- | -- | -- | - | -- | -- | -- | --- |
|  | 1.   | Chelsea           | 60 | 22 | 19 | 3 | 0  | 56 | 13 | +43 |
|  | 2.   | Arsenal           | 48 | 22 | 15 | 3 | 4  | 62 | 26 | +36 |
|  | 3.   | Manchester United | 44 | 22 | 13 | 5 | 4  | 41 | 16 | +25 |
|  | 4.   | Manchester City   | 43 | 22 | 13 | 4 | 5  | 49 | 28 | +21 |
|  | 5.   | Brighton & Hove   | 28 | 22 | 8  | 4 | 10 | 35 | 41 | -6  |
|  | 6.   | Aston Villa       | 25 | 22 | 7  | 4 | 11 | 32 | 44 | -12 |
|  | 7.   | Liverpool         | 25 | 22 | 7  | 4 | 11 | 22 | 37 | -15 |
|  | 8.   | Everton           | 24 | 22 | 6  | 6 | 10 | 24 | 32 | -8  |
|  | 9.   | West Ham          | 23 | 22 | 6  | 5 | 11 | 36 | 41 | -5  |
|  | 10.  | Leicester City    | 20 | 22 | 5  | 5 | 12 | 21 | 37 | -16 |
|  | 11.  | Tottenham         | 20 | 20 | 5  | 5 | 12 | 26 | 44 | -18 |
|  | 12.  | Crystal Palace    | 10 | 22 | 2  | 4 | 16 | 20 | 65 | -45 |

Legenda:
      Campione d'Inghilterra e ammessa alla UEFA Women's Champions League 2025-2026.
      Ammessa alla UEFA Women's Champions League 2025-2026.
      Retrocessa in Women's Championship 2025-2026.
Note:
Tre punti a vittoria, uno a pareggio, zero a sconfitta.

## Risultati

### Tabellone
Ogni riga indica i risultati casalinghi della squadra segnata a inizio della riga, contro le squadre segnate colonna per colonna (che invece avranno giocato l'incontro in trasferta). Al contrario, leggendo la colonna di una squadra si avranno i risultati ottenuti dalla stessa in trasferta, contro le squadre segnate in ogni riga, che invece avranno giocato l'incontro in casa.
|                   | Ars  | AsV  | BHA  | Che  | Cry  | Eve  | LeC  | Liv  | MaC  | MaU  | Tot  | WeH  |
| ----------------- | ---- | ---- | ---- | ---- | ---- | ---- | ---- | ---- | ---- | ---- | ---- | ---- |
| Arsenal           | –––– | 4-0  | 5-0  | 1-2  | 5-0  | 0-0  | 5-1  | 4-0  | 2-2  | 4-3  | 5-0  | 4-3  |
| Aston Villa       | 5-2  | –––– | 3-1  | 0-1  | 3-2  | 0-2  | 0-0  | 1-2  | 2-4  | 0-4  | 2-2  | 3-1  |
| Brighton & Hove   | 4-2  | 4-2  | –––– | 2-2  | 1-1  | 4-0  | 1-0  | 1-2  | 1-2  | 1-1  | 1-1  | 3-2  |
| Chelsea           | 1-0  | 1-0  | 4-2  | –––– | 4-0  | 2-1  | 3-1  | 1-0  | 2-0  | 1-0  | 5-2  | 2-2  |
| Crystal Palace    | 0-4  | 3-1  | 0-1  | 0-7  | –––– | 1-1  | 2-2  | 0-1  | 0-3  | 0-1  | 2-3  | 1-7  |
| Everton           | 1-3  | 1-1  | 2-3  | 0-5  | 3-0  | –––– | 4-1  | 1-0  | 2-1  | 0-1  | 1-1  | 1-1  |
| Leicester City    | 0-1  | 3-0  | 3-2  | 1-1  | 0-2  | 1-0  | –––– | 2-1  | 0-1  | 0-2  | 1-1  | 4-2  |
| Liverpool         | 0-1  | 1-2  | 2-1  | 0-3  | 1-1  | 0-2  | 1-1  | –––– | 1-2  | 3-1  | 2-2  | 1-0  |
| Manchester City   | 3-4  | 2-1  | 1-0  | 1-2  | 5-2  | 1-1  | 4-0  | 4-0  | –––– | 2-4  | 4-0  | 2-0  |
| Manchester United | 1-1  | 0-0  | 3-0  | 0-1  | 3-1  | 2-0  | 2-0  | 4-0  | 2-2  | –––– | 3-0  | 3-0  |
| Tottenham         | 0-3  | 2-3  | 0-1  | 0-1  | 4-0  | 2-1  | 1-0  | 2-3  | 1-2  | 0-1  | –––– | 2-1  |
| West Ham          | 0-2  | 2-3  | 3-1  | 0-5  | 5-2  | 2-0  | 1-0  | 1-1  | 1-1  | 0-0  | 2-0  | –––– |

## Statistiche

### Squadre

#### Capoliste solitarie
|    | —— | ——              | ——              | ——              | ——              | ——              | ——      | ——      | ——      | ——      | ——      | ——      | ——      | ——      | ——      | ——      | ——      | ——      | ——      | ——      | ——      | —— |  |
|    |    | Manchester City | Manchester City | Manchester City | Manchester City | Manchester City | Chelsea | Chelsea | Chelsea | Chelsea | Chelsea | Chelsea | Chelsea | Chelsea | Chelsea | Chelsea | Chelsea | Chelsea | Chelsea | Chelsea | Chelsea |    |  |
|    |    |                 |                 |                 |                 |                 |         |         |         |         |         |         |         |         |         |         |         |         |         |         |         |    |  |
|    |    |                 |                 |                 |                 |                 |         |         |         |         |         |         |         |         |         |         |         |         |         |         |         |    |  |
| 1ª | 2ª | 3ª              | 4ª              | 5ª              | 6ª              | 7ª              | 8ª      | 9ª      | 10ª     | 11ª     | 12ª     | 13ª     | 14ª     | 15ª     | 16ª     | 17ª     | 18ª     | 19ª     | 20ª     | 21ª     | 22ª     |    |  |

#### Classifica in divenire
|                   | 1ª | 2ª | 3ª | 4ª | 5ª | 6ª | 7ª | 8ª | 9ª  | 10ª | 11ª | 12ª | 13ª | 14ª | 15ª | 16ª | 17ª | 18ª | 19ª | 20ª | 21ª | 22ª |
|                   |    |    |    |    |    |    |    |    |     |     |     |     |     |     |     |     |     |     |     |     |     |     |
| ----------------- | -- | -- | -- | -- | -- | -- | -- | -- | --- | --- | --- | --- | --- | --- | --- | --- | --- | --- | --- | --- | --- | --- |
| Arsenal           | 1  | 4  | 5  | 5  | 8  | 9  | 12 | 15 | 18  | 21  | 24  | 24  | 27  | 30  | 33  | 36  | 39  | 42  | 45  | 45  | 45  | 48  |
| Aston Villa       | 0  | 1  | 1  | 2  | 2  | 2  | 3  | 6  | 6   | 9   | 10  | 10  | 10  | 10  | 10  | 10  | 10  | 13  | 16  | 19  | 22  | 25  |
| Brighton & Hove   | 3  | 3  | 6  | 9  | 10 | 13 | 13 | 16 | 16  | 17  | 17  | 17  | 18  | 18  | 19  | 22  | 22  | 22  | 22  | 25  | 28  | 28  |
| Chelsea           | 3  | 6  | 6* | 9  | 12 | 15 | 18 | 21 | 27* | 28  | 31  | 34  | 37  | 40  | 41  | 44  | 47  | 48  | 51  | 54  | 57  | 60  |
| Crystal Palace    | 0  | 0  | 3  | 3  | 4  | 4  | 5  | 5  | 5   | 5   | 5   | 5   | 6   | 6   | 6   | 9   | 9   | 9   | 9   | 9   | 10  | 10  |
| Everton           | 0  | 0  | 1  | 2  | 2  | 2  | 3  | 6  | 6   | 9   | 10  | 10  | 13  | 13  | 16  | 16  | 19  | 19  | 20  | 20  | 23  | 24  |
| Leicester City    | 1  | 1  | 1  | 2  | 5  | 5  | 5  | 5  | 5   | 6   | 6   | 9   | 9   | 12  | 12  | 12  | 15  | 16  | 16  | 16  | 17  | 20  |
| Liverpool         | 1  | 2  | 5  | 5  | 6  | 9  | 9  | 9  | 9   | 9   | 12  | 12  | 15  | 15  | 18  | 21  | 21  | 21  | 24  | 25  | 25  | 25  |
| Manchester City   | 1  | 4  | 7  | 10 | 13 | 16 | 19 | 19 | 22  | 22  | 22  | 25  | 25  | 28  | 31  | 32  | 32  | 35  | 36  | 39  | 40  | 43  |
| Manchester United | 3  | 6  | 6  | 9  | 10 | 11 | 12 | 15 | 18  | 21  | 24  | 27  | 30  | 33  | 36  | 36  | 39  | 42  | 43  | 43  | 44  | 44  |
| Tottenham         | 3  | 4  | 4  | 4  | 4  | 7  | 7  | 7  | 10  | 11  | 14  | 17  | 17  | 17  | 17  | 17  | 17  | 18  | 18  | 19  | 19  | 20  |
| West Ham United   | 0  | 1  | 1  | 2  | 2  | 2  | 5  | 5  | 8   | 8   | 8   | 11  | 11  | 14  | 14  | 15  | 18  | 19  | 20  | 23  | 23  | 23  |

#### Primati stagionali
Squadre
- Maggior numero di vittorie: Chelsea (19)
- Maggior numero di pareggi: Everton (6)
- Maggior numero di sconfitte: Crystal Palace (16)
- Minor numero di vittorie: Crystal Palace (2)
- Minor numero di pareggi: Arsenal, Chelsea (3)
- Minor numero di sconfitte: Chelsea (0)
- Miglior attacco: Arsenal (62 gol fatti)
- Peggior attacco: Crystal Palace (20 gol fatti)
- Miglior difesa: Chelsea (13 gol subiti)
- Peggior difesa: Crystal Palace (65 gol subiti)
- Miglior differenza reti: Chelsea (+43)
- Peggior differenza reti: Crystal Palace (-45)
- Miglior serie positiva: Chelsea (9 vittorie di fila)
- Peggior serie negativa: Crystal Palace (5 sconfitte di fila)

Partite
- Partita con più gol: Crystal Palace-West Ham 1-7 (8 gol, 20ª giornata)
- Pareggio con più gol: 7 partite
- Maggior scarto di gol: Crystal Palace-Chelsea 0-7 (7, 2ª giornata)
- Maggior numero di reti in una giornata: 28 (9ª giornata)
- Minor numero di reti in una giornata: 12 (4ª giornata)

### Individuali

#### Classifica marcatrici
Fonte: sito BBC.
| Gol |  |  | Giocatore                | Squadra           |
| --- |  |  | ------------------------ | ----------------- |
| 12  |  |  | Alessia Russo            | Arsenal           |
| 12  |  |  | Khadija Shaw             | Manchester City   |
| 10  |  |  | Shekiera Martinez        | West Ham United   |
| 10  |  |  | Elisabeth Terland        | Manchester United |
| 9   |  |  | Viviane Asseyi           | West Ham United   |
| 9   |  |  | Aggie Beever-Jones       | Chelsea           |
| 9   |  |  | Mariona Caldentey        | Arsenal           |
| 8   |  |  | Grace Clinton            | Manchester United |
| 8   |  |  | Rachel Daly              | Arsenal           |
| 8   |  |  | Bethany England          | Tottenham Hotspur |
| 8   |  |  | Guro Reiten              | Chelsea           |
| 7   |  |  | Fran Kirby               | Brighton & Hove   |
| 7   |  |  | Frida Leonhardsen Maanum | Arsenal           |
| 7   |  |  | Bethany Mead             | Arsenal           |
| 7   |  |  | Vivianne Miedema         | Manchester City   |
| 7   |  |  | Nikita Parris            | Brighton & Hove   |
| 7   |  |  | Olivia Smith             | Liverpool         |